# Reseda lancerotae
Espèce
Le Réséda de Lanzarote (Reseda lancerotae) est une plante herbacée de la famille des Résédacées endémique aux îles Canaries orientales.

## Synonyme
Reseda crystallina Webb & Berthel. (1836)

## Description
C'est une plante herbacée, basse, annuelle.

## Répartition
Reseda lancerotae est endémique à Lanzarote, Fuerteventura et Grande Canarie, . Elle est fréquente dans les sables volcaniques et les cratères de volcans.